# Rocchetta a Volturno
Rocchetta a Volturno ist eine italienische Gemeinde (comune) mit 1063 Einwohnern (Stand 31. Dezember 2023) in der Provinz Isernia in der Region Molise. Die Gemeinde liegt etwa 12 Kilometer westnordwestlich von Isernia am Nationalpark Abruzzen, Latium und Molise und grenzt unmittelbar an die Provinz Frosinone (Latium).

## Verkehr
Entlang des Volturno verläuft am östlichen Rand der Gemeinde die Strada Statale 652 di Fondo Valle Sangro von Cerro al Volturno nach Fossacesia.